# Abida
Abida is een geslacht van slakken uit de familie Chondrinidae.

## Soorten
- Abida ateni Gittenberger, 1973
- Abida attenuata (Fagot, 1886)
- Abida bigerrensis (Moquin-Tandon, 1856)
- Abida cylindrica (Michaud, 1829)
- Abida gittenbergeri Bössneck, 2000
- Abida occidentalis (Fagot, 1888)
- Abida partioti (Saint-Simon, 1848)
- Abida polyodon (Draparnaud, 1801)
- Abida pyrenaearia (Michaud, 1831)
- Abida secale (Draparnaud, 1801)
- Abida vasconica (Kobelt, 1882)
- Abida vergniesiana (Küster, 1847)